# Drievuldigheidskerk (Binsfeld)

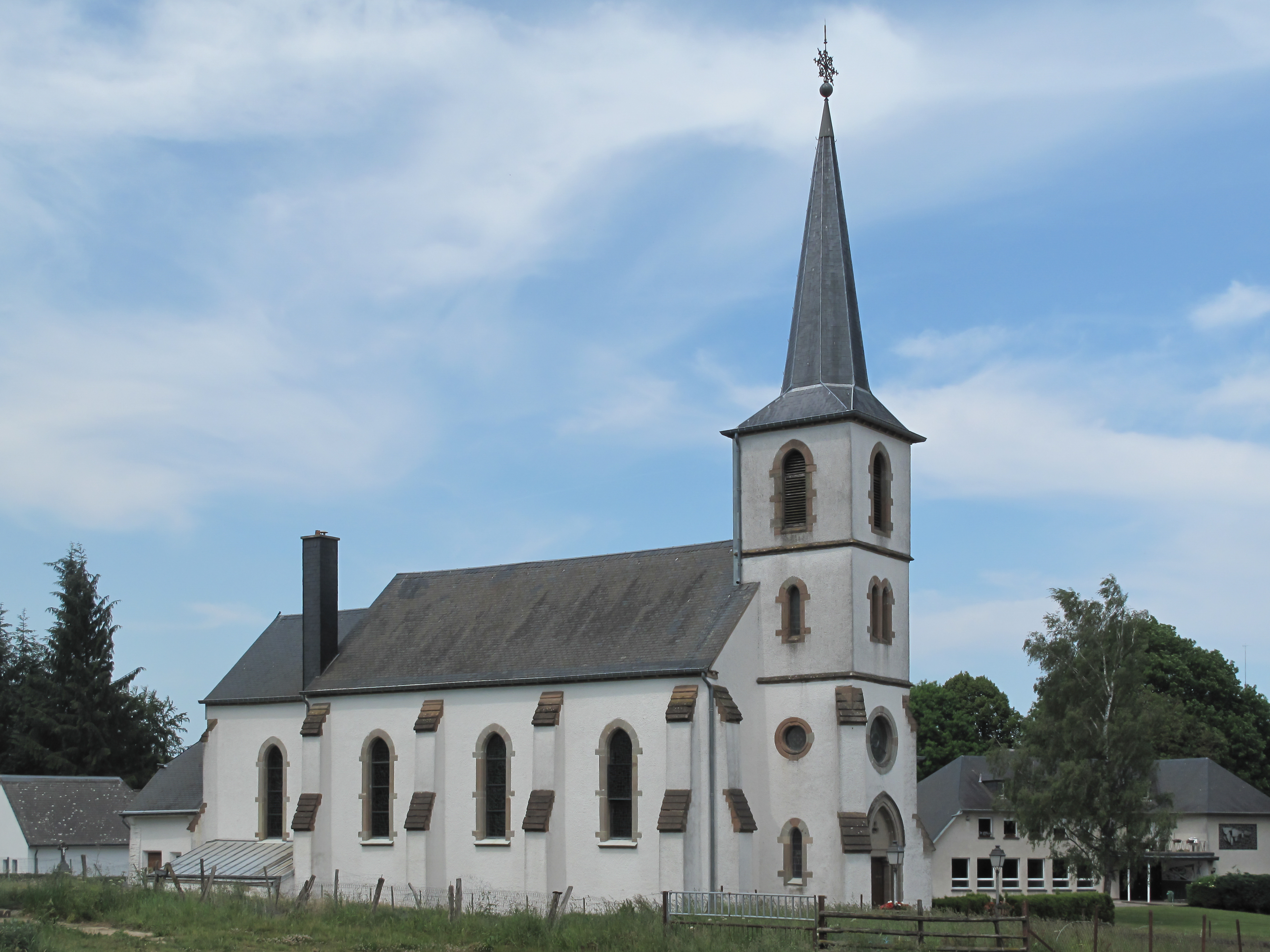
De Drievuldigheidskerk

De Drievuldigheidskerk is een kerkgebouw in Binsfeld in de gemeente Weiswampach in Luxemburg. De kerk staat aan de Duarrestrooss en naast de kerk ligt de begraafplaats.
De kerk is gewijd aan de heilige drie-eenheid.

## Geschiedenis
In 1893 werd de kerk gebouwd volgens het chronogram in het portaal van de kerk.

## Opbouw
Het witte niet-georiënteerde kerkgebouw heeft van oost naar west een kerktoren met drie geledingen en ingesnoerde torenspits, een schip met drie traveeën en een lager koor van een travee met rechte koorsluiting. tegen de westzijde is een sacristie gebouwd. Zowel het schip als het koor worden elk gedekt door een eigen zadeldak en zijn beide ook voorzien van getrapte steunberen.